# Гульшатська селищна адміністрація
Гульша́тська селищна адміністрація (каз. Гүлшат кенттік әкімдігі, рос. Гулшатская поселковая администрация) — адміністративна одиниця у складі Балхаської міської адміністрації Карагандинської області Казахстану. Адміністративний центр та єдиний населений пункт — селище Гульшат.
Населення — 227 осіб (2021; 516 у 2009, 736 у 1999, 1024 у 1989).
Станом на 1989 рік існувала Гульшадська селищна рада (смт Гульшад) у складі Балхаської міської ради.